# 阮长之
阮長之（379年—437年），字茂景，一說字善業，陳留尉氏人，東晉至南朝宋政治人物。金紫光祿大夫阮裕之孫，驃騎諮議參軍阮普之子。阮長之曾任諸府參軍、員外散騎侍郎、襄垣令。因為怒鞭督郵而離職。不久任廬陵王劉義真車騎行正參軍、平越長史、東莞太守、尚書殿中郎、武昌太守、車騎（王弘）從事中郎、太子中舍人、中書侍郎、彭城王劉義康平北諮議參軍。元嘉九年（432年），朝廷任命其為臨川內史，阮長之以該地地勢低下卑濕和母親年老為由拒絕上任。元嘉十一年（434年），擔任臨海太守。元嘉十四年（437年）去世，時年五十九歲。

## 延伸阅读
[在维基数据编辑]
 《宋書/卷92》，出自沈约《宋书》